# فرد فورمان (مدير فني)
فرد فورمان (بالإنجليزية: Fred Furman)‏ هو مدير فني أمريكي، ولد في أكتوبر 1881 في بنسيلفانيا في الولايات المتحدة، وتوفي في 29 ديسمبر 1938 في لوس أنجلوس في الولايات المتحدة.